# Jerzy Ziętek
Jerzy Jan Antoni Ziętek (né le 10 juin 1901 à Gliwice et mort le 20 novembre 1985 à Zabrze) est un homme politique et général polonais.
« Insurgé silésien » dans sa jeunesse, il s'engage dans les forces armées polonaises en Union des républiques socialistes soviétiques (URSS) pendant la Seconde Guerre mondiale et devient plus tard un homme politique important représentant la Silésie en République populaire de Pologne.
Il est commémoré dans Katowice par une place et une statue notamment.

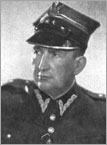
Portrait de Jerzy Ziętek en militaire.
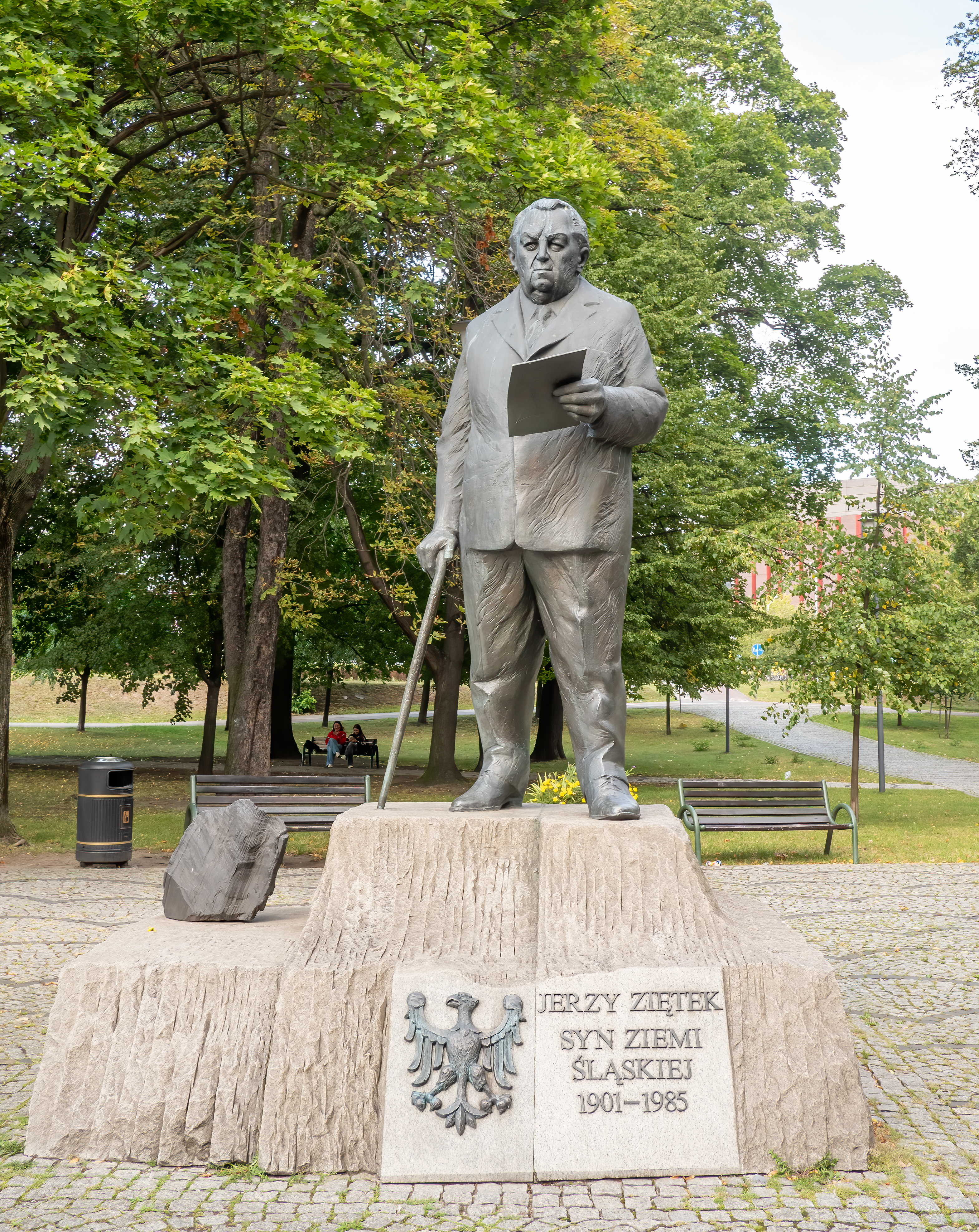
Statue de Jerzy Ziętek à Katowice.
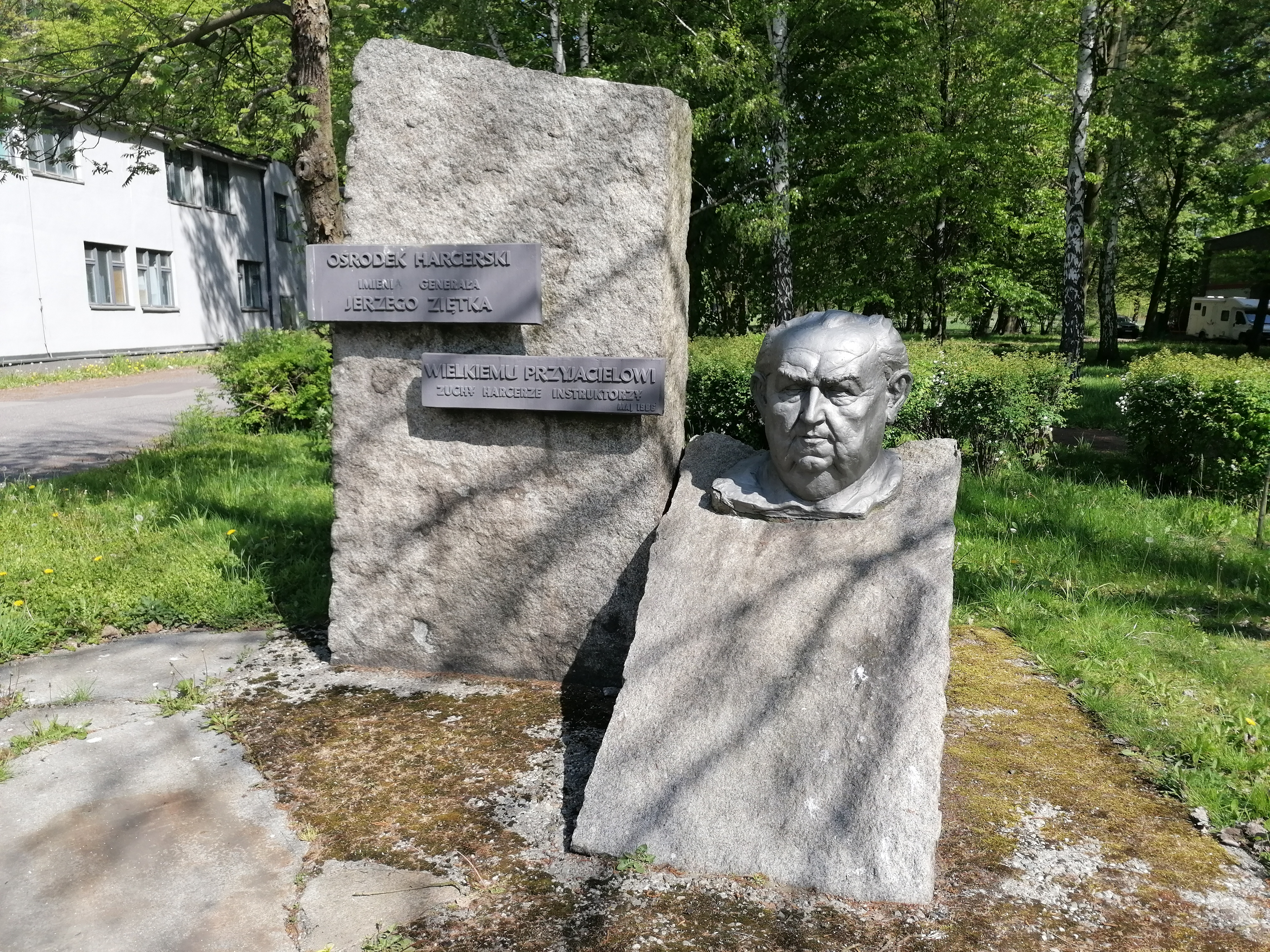
Monument à Jerzy Ziętek dans le parc régional de culture et de loisirs de Silésie.
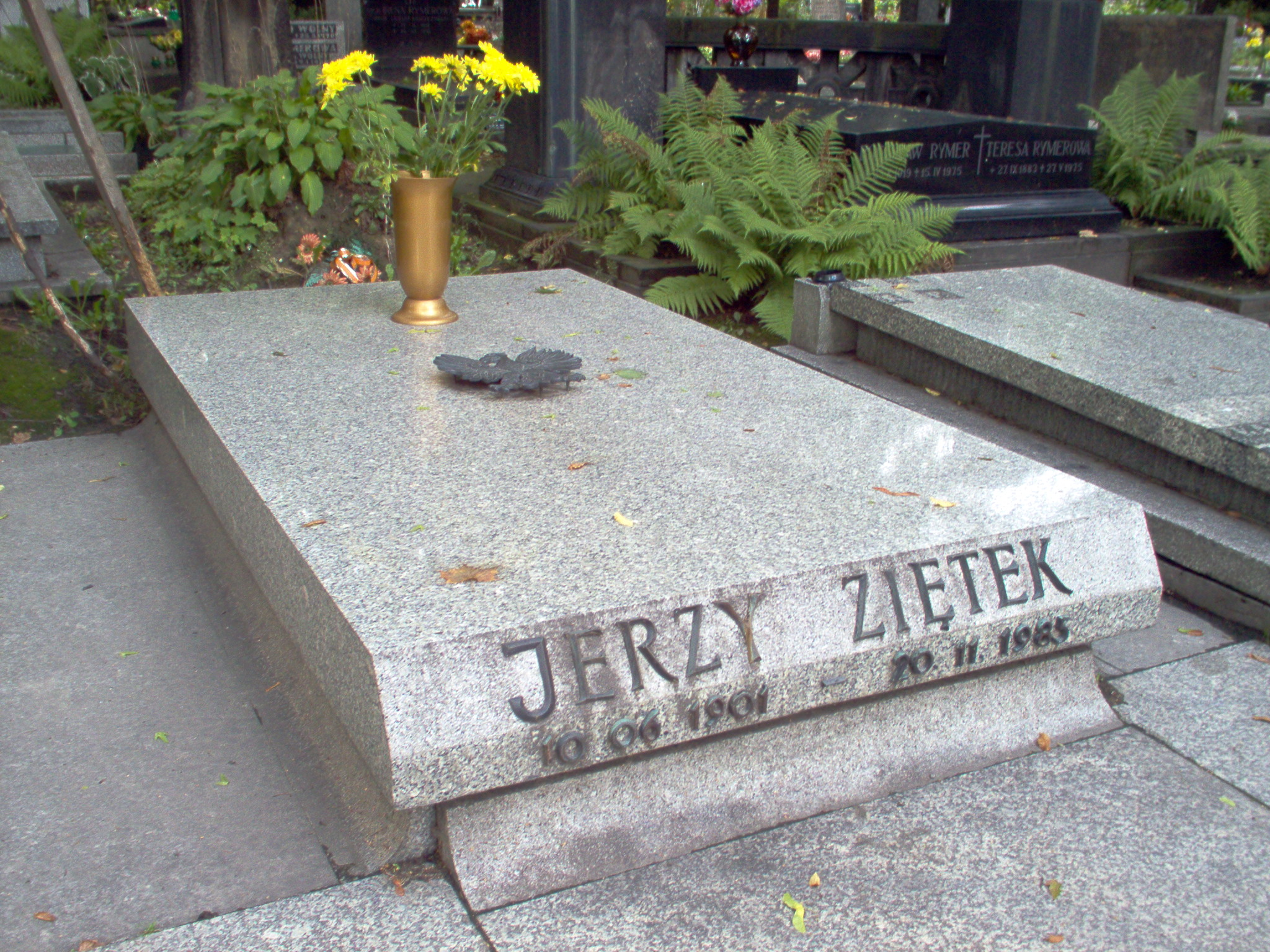
Sépulture.